# Reforma tributària de Fernández Villaverde

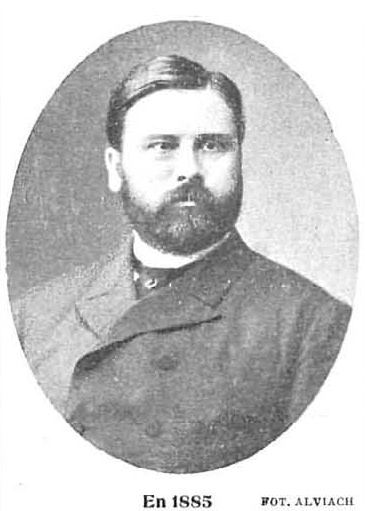
Fotografia de Raimundo Fernández Villaverde, impulsor de la reforma.

La reforma tributària de Fernández Villaverde va ser una reorganització de la hisenda pública d'Espanya arran de la crisi finisecular que va experimentar Espanya a la fi del segle xix.
Raimundo Fernández Villaverde va ser nomenat ministre d'Hisenda en 1899, després del desastre de la guerra a Cuba i Filipines, que havia suposat un deute d'uns 11.500 milions de pessetes. La seva labor més urgent va ser reduir el deute públic i reformar el quadre dels ingressos. Per dominar el deute públic va prendre mesures que demoraven el pagament i reduïen els interessos.
La reducció del quadre d'imposició directa és més transcendent. Es va començar a tributar per la riquesa i es va imposar contribucions sobre les utilitats, sobre les rendes del treball i del capital i sobre els beneficis de les societats. Cobrar a les societats va simplificar molt la recaptació en crear-se, paral·lelament, el Registre de Societats. Aquest sistema va suposar la fi dels impostos territorials.